# محاولة انقلاب 1981 في البحرين
بعد وصول روح الله الخميني إلى السلطة في إيران في عام 1979 أوضحت طهران عزمها على نشر الثورة الإسلامية في جميع أنحاء العالم الإسلامي. أعلنت البحرين سنة 1981، عن إحباط محاولة انقلاب على يد مسلحين في البلاد بهدف قلب نظام الحُكم. ادَّعت الحكومة البحرينية أنها كانت تعمل تحت رعاية الجبهة الإسلامية لتحرير البحرين، وهي منظمة شيعية لها علاقات مع إيران.